# Жируа
Жируа (порт. Giruá)  —  муниципалитет в Бразилии, входит в штат Риу-Гранди-ду-Сул. Составная часть мезорегиона Северо-запад штата Риу-Гранди-ду-Сул. Входит в экономико-статистический  микрорегион Санту-Анжелу. Население составляет 18 729 человек на 2006 год. Занимает площадь 855,923 км². Плотность населения — 20,9 чел./км².
Праздник города —  28 января.

## История
Город основан 28 января 1955 года. 

## Статистика
- Валовой внутренний продукт на 2003 составляет 279.612.555,00 реалов (данные: Бразильский институт географии и статистики).
- Валовой внутренний продукт на душу населения на 2003 составляет 15.301,95 реалов (данные: Бразильский институт географии и статистики).
- Индекс развития человеческого потенциала на 2000 составляет 0,775 (данные: Программа развития ООН).

## География
Климат местности: субтропический гумидный.